# Řeženčice
Řeženčice (německy Reschentschitz) je malá vesnice, část městyse Nový Rychnov v okrese Pelhřimov. Nachází se asi 2,5 km na jihozápad od Nového Rychnova. Prochází zde silnice II/133. V roce 2009 zde bylo evidováno 28 adres. V roce 2001 zde trvale žilo 63 obyvatel.
Řeženčice je také název katastrálního území o rozloze 4,73 km2. V katastrálním území Řeženčice leží i Trsov.

## Historie
První písemná zmínka o obci pochází z roku 1379.

## Pamětihodnosti
- Boží muka směr Nový Rychnov

## Galerie

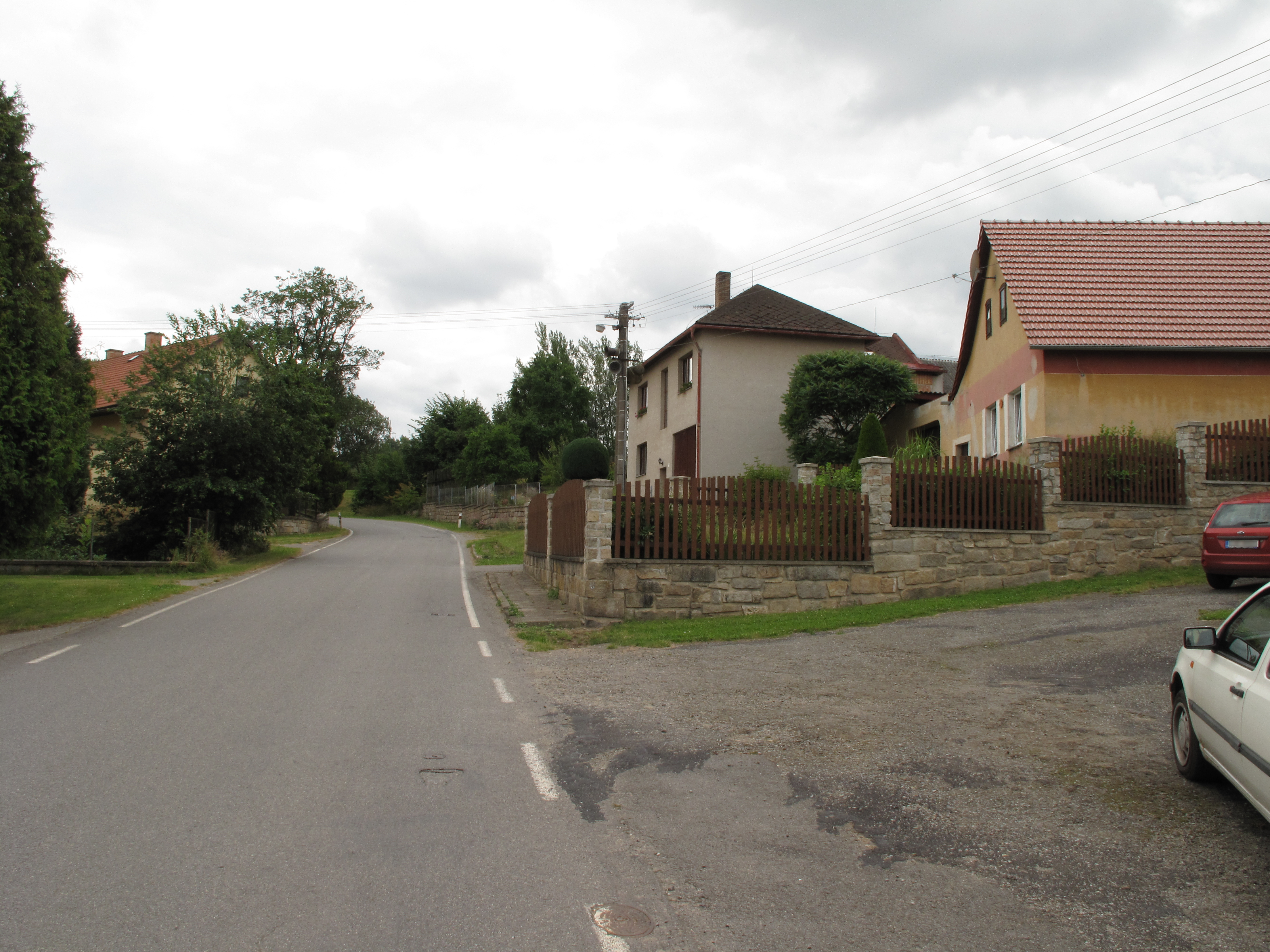
Silnice
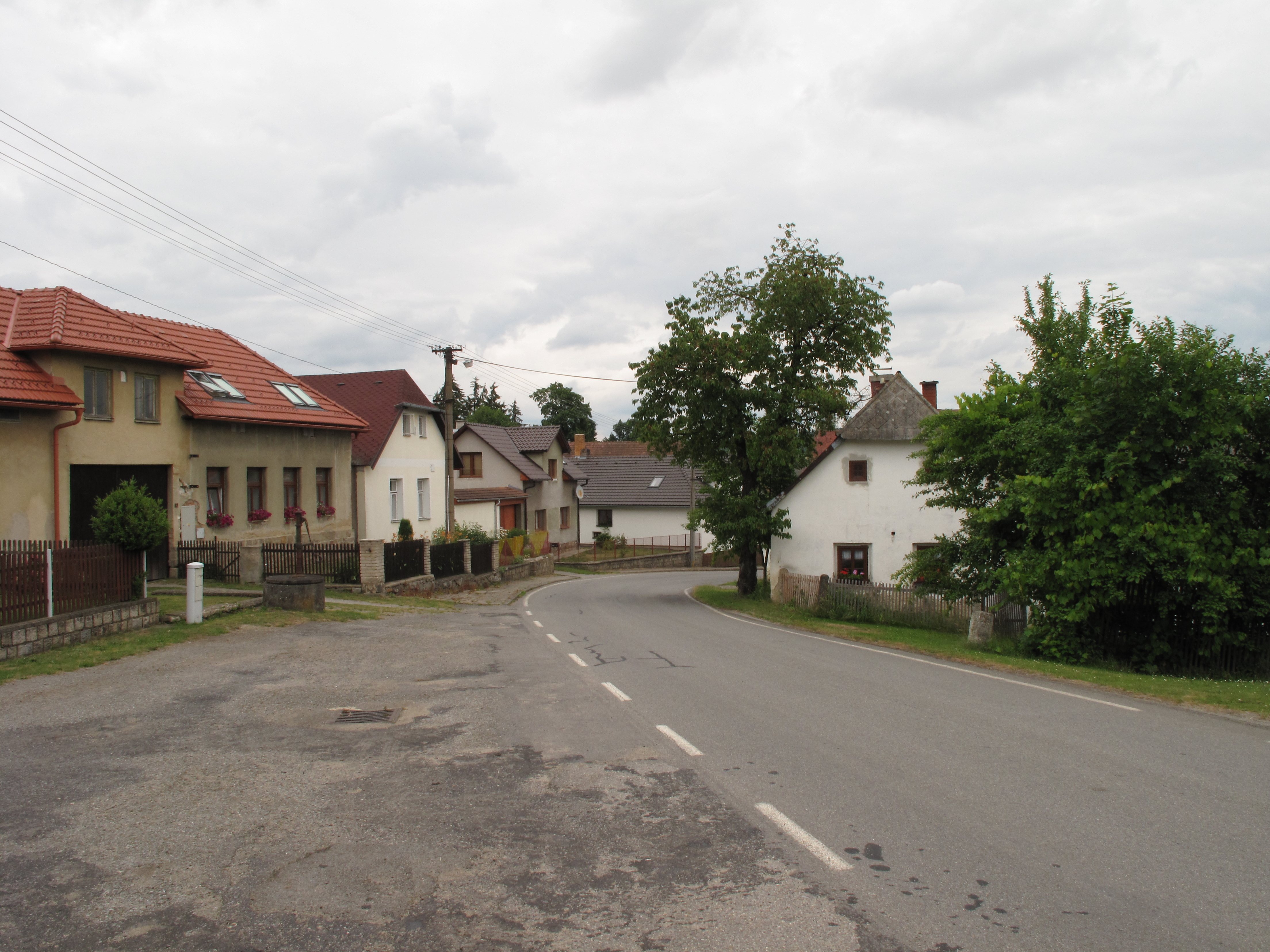
Domy